# 山王病院
医療法人財団順和会 山王病院（じゅんわかい さんのうびょういん）は、東京都港区にある病院である。ホテル並みのセキュリティとサービスを実現し、全室個室という高級病院として知られる。近隣には、人間ドックや検査医療を主に行う「山王メディカルセンター」（病床数19）が併設されている。

## 歴史
1937年、東京都港区青山に開設された病院を始まりとする。1949年には千代田区永田町に移転、さらに1962年（昭和37年）には青山一丁目駅直近の港区赤坂（現在の「山王メディカルセンター」所在地）に移転開院した。
特に産院としては、東京都内において愛育病院（港区）、聖路加国際病院（中央区）と並ぶ “ブランド出産御三家”と称されるなどの名声を得ていた山王病院であるが、建物や設備も老朽化し、経営的にも遅れを取るようになった。やがて多額の銀行借入を抱えて資金繰りも悪化、1996年には高木邦格率いる高邦会・国際医療福祉大学グループによって買収された。
経営者の変更後には医師、看護師をはじめとする従業員も大幅に入れ替えられ、実質的に全く新しい病院としての再生が試みられた。2000年、旧病院と同じく赤坂・外苑東通り沿いながら乃木坂寄りの現在地に新病院を竣工して移転、青山一丁目寄りの旧病院は「山王分院」とされた。同分院は2003年に「山王メディカルプラザ」と改称された後、2009年に「山王メディカルセンター」として新築・再開業している。

## 診療科目・外来診療
- 内科
- 循環器内科
- 消化器センター（消化器内科・消化器外科）
- 呼吸器センター（呼吸器内科・呼吸器外科）
- 糖尿病内分泌代謝内科
- 脳神経内科
- 腎臓内科
- アレルギー内科
- 心療内科
- リウマチ・膠原病内科
- 血液内科
- 乳腺外科
- 血管外科
- 脳神経外科
- 泌尿器科
- 形成外科
- 整形外科/リウマチ科
- 女性医療センター（産科・婦人科）
- 新生児内科
- 小児科
- 耳鼻咽喉科
- 麻酔科
- アイセンター（眼科）
- 皮膚科
- 放射線科
- 国際医療福祉大学東京ボイスセンター

## 医療機関の指定等
- 保険医療機関
- 労災保険指定医療機関
- 指定自立支援医療機関（精神通院医療）
- 身体障害者福祉法指定医の配置されている医療機関
- 原子爆弾被害者医療指定医療機関
- 公害医療機関
- 母体保護法指定医の配置されている医療機関

## 建物
鉄筋コンクリート免震構造（地下2階、地上7階）、延床面積15,290.50平方メートル（約4,600坪）。現在の建物の設計者は平山嵩。

## 費用負担
- 外来は科によって有料予約（選定療養）の枠がある。
- ほとんどの部屋が個室である。特別個室は（2床）は1日につき140,000円、個室（61床）は1日につき35,000円が必要である。病室は全室インターネット環境・DVDシステムが整っている。
- 4泊5日以上の入院で15万円、分娩で50万円の入院保証金が必要である。
- クレジットカード（VISA・マスター等）、デビットカードでの会計手続が可能である（入院保証金も利用可）。

## 交通アクセス
公式サイト参照